# Giro dei Paesi Baschi 1970
Il Giro dei Paesi Baschi 1970, decima edizione della corsa, si svolse dal 15 aprile al 19 aprile 1970 su un percorso di 877 km ripartiti in cinque tappe (la terza tappa suddivisa in due semitappe).
La vittoria fu appannaggio dello spagnolo Luis Santamarina, che completò il percorso in 25h00'45", precedendo i connazionali Jesús Aranzabal e Andrés Gandarias. 
I corridori che partirono da Eibar furono 50 (appartenenti a cinque squadre: 4 spagnole, Kas, Fagor, La Casera, Werner e una francese, la Bic), mentre coloro che tagliarono il medesimo traguardo furono 18.

## Tappe
| Tappa  | Data      | Percorso                               | km  | Vincitore di tappa | Leader classifica generale |
| ------ | --------- | -------------------------------------- | --- | ------------------ | -------------------------- |
| 1ª     | 15 aprile | Eibar > Mungia                         | 180 | Roland Berland     | Roland Berland             |
| 2ª     | 16 aprile | Bilbao > Vitoria                       | 189 | Francisco Julia    | Francisco Julia            |
| 3ª-1   | 17 aprile | Vitoria > Logroño                      | 109 | Jan Janssen        | Francisco Julia            |
| 3ª-2   | 17 aprile | Estella > Pamplona (Cron. individuale) | 47  | Carlos Echeverría  | Luis Pedro Santamarina     |
| 4ª     | 18 aprile | Pamplona > Donostia/San Sebastián      | 170 | Domingo Perurena   | Luis Pedro Santamarina     |
| 5ª     | 19 aprile | Donostia/San Sebastián > Eibar         | 182 | Jesús Aranzabal    | Luis Pedro Santamarina     |
| Totale | Totale    | Totale                                 | 877 |                    |                            |

## Classifica generale
| Pos. | Corridore              | Squadra | Tempo     |
| ---- | ---------------------- | ------- | --------- |
| 1    | Luis Santamarina       | Werner  | 25h00'45" |
| 2    | Jesús Aranzabal        | Bic     | a 41"     |
| 3    | Andrés Gandarias       | KAS     | a 49"     |
| 4    | Vicente López Carril   | KAS     | a 1'05"   |
| 5    | Domingo Perurena       | Fagor   | a 1'43"   |
| 6    | Antonio Gómez d. Moral | KAS     | a 1'58"   |
| 7    | Ventura Díaz           | Werner  | a 3'35"   |
| 8    | Agustín Tamames        | Werner  | a 3'43"   |
| 9    | Roland Berland         | Bic     | a 4'50"   |
| 10   | Aurelio González       | KAS     | a 7'07"   |